# Pat Green/Diskografie
Diese Diskografie ist eine Übersicht über die musikalischen Werke des Texas-Country-Sängers Pat Green. Seine erfolgreichste Veröffentlichung ist das Album Wave on Wave, für das Green im Februar 2004 eine Goldene Schallplatte für 500.000 verkaufte Exemplare verliehen bekam.

## Alben

### Studioalben
| Jahr | Titel Musiklabel                         | Höchstplatzierung, Gesamtwochen, AuszeichnungChartplatzierungen (Jahr, Titel, Musiklabel, Platzierungen, Wochen, Auszeichnungen, Anmerkungen) | Höchstplatzierung, Gesamtwochen, AuszeichnungChartplatzierungen (Jahr, Titel, Musiklabel, Platzierungen, Wochen, Auszeichnungen, Anmerkungen) | Anmerkungen                             |
| Jahr | Titel Musiklabel                         | US | Country | Anmerkungen                             |
| ---- | ---------------------------------------- | --- | --- | --------------------------------------- |
| 1995 | Dancehall Dreamer selbst veröffentlicht  | — | — | Erstveröffentlichung: 10. Dezember 1995 |
| 1997 | George’s Bar Green Horse                 | — | — | Erstveröffentlichung: 15. Juni 1997     |
| 2000 | Carry On Green Horse                     | — | — | Erstveröffentlichung: 22. Februar 2000  |
| 2001 | Three Days Universal                     | US86 (3 Wo.)US | Country7 (68 Wo.)Country | Erstveröffentlichung: 16. Oktober 2001  |
| 2003 | Wave on Wave Universal                   | US10 Gold · (24 Wo.)US | Country2 (49 Wo.)Country | Erstveröffentlichung: 15. Juli 2003     |
| 2004 | Lucky Ones Universal                     | US28 (5 Wo.)US | Country6 (36 Wo.)Country | Erstveröffentlichung: 19. Oktober 2004  |
| 2006 | Cannonball Sony Music                    | US20 (6 Wo.)US | Country2 (31 Wo.)Country | Erstveröffentlichung: 22. August 2006   |
| 2009 | What I’m For Sony Music                  | US18 (5 Wo.)US | Country2 (24 Wo.)Country | Erstveröffentlichung: 27. Januar 2009   |
| 2012 | Songs We Wish We’d Written II Sugar Hill | US59 (1 Wo.)US | Country15 (4 Wo.)Country | Erstveröffentlichung: 8. Mai 2012       |
| 2015 | Home Sony Music                          | US49 (1 Wo.)US | Country5 (2 Wo.)Country | Erstveröffentlichung: August 2015       |

### Gemeinschaftsalben
| Jahr | Titel Musiklabel                    | Höchstplatzierung, Gesamtwochen, AuszeichnungChartplatzierungen (Jahr, Titel, Musiklabel, Platzierungen, Wochen, Auszeichnungen, Anmerkungen) | Höchstplatzierung, Gesamtwochen, AuszeichnungChartplatzierungen (Jahr, Titel, Musiklabel, Platzierungen, Wochen, Auszeichnungen, Anmerkungen) | Anmerkungen                                        |
| Jahr | Titel Musiklabel                    | US | Country | Anmerkungen                                        |
| ---- | ----------------------------------- | --- | --- | -------------------------------------------------- |
| 2001 | Songs We Wish We’d Written Write On | — | Country26 (7 Wo.)Country | mit Cory Morrow Erstveröffentlichung: 6. März 2001 |

### Livealben
- 1998: Here We Go (Live) (Musiklabel: Green Horse)
- 1999: Live at Billy Bob’s Texas (Musiklabel: Smith Music Group)

## Singles

### Als Leadmusiker
| Jahr | Titel Album                                          | Höchstplatzierung, Gesamtwochen, AuszeichnungChartplatzierungen (Jahr, Titel, Album, Platzierungen, Wochen, Auszeichnungen, Anmerkungen) | Höchstplatzierung, Gesamtwochen, AuszeichnungChartplatzierungen (Jahr, Titel, Album, Platzierungen, Wochen, Auszeichnungen, Anmerkungen) | Anmerkungen |
| Jahr | Titel Album                                          | US | Country | Anmerkungen |
| ---- | ---------------------------------------------------- | --- | --- | ----------- |
| 2001 | Carry On Three Days                                  | — | Country35 (14 Wo.)Country |             |
| 2002 | Three Days                                           | — | Country36 (20 Wo.)Country |             |
| 2003 | Wave on Wave                                         | US39 (20 Wo.)US | Country3 (32 Wo.)Country |             |
| 2004 | Guy like Me Wave on Wave                             | — | Country31 (20 Wo.)Country |             |
| 2004 | Don’t Break My Heart Again Lucky Ones                | — | Country21 (24 Wo.)Country |             |
| 2004 | Winter Wonderland A Very Special Acoustic Christmas  | — | Country43 (3 Wo.)Country |             |
| 2005 | Somewhere Between Texas and Mexico Lucky Ones        | — | Country42 (20 Wo.)Country |             |
| 2005 | Baby Doll Lucky Ones                                 | — | Country21 (20 Wo.)Country |             |
| 2006 | Way Back Texas Cannonball                            | — | Country28 (22 Wo.)Country |             |
| 2006 | Feels Just Like It Should Cannonball                 | US80 (3 Wo.)US | Country13 (20 Wo.)Country |             |
| 2007 | Dixie Lullaby Cannonball                             | — | Country24 (28 Wo.)Country |             |
| 2008 | Let Me What I’m For                                  | US81 (2 Wo.)US | Country12 (34 Wo.)Country |             |
| 2009 | Country Star What I’m For                            | — | Country32 (14 Wo.)Country |             |
| 2009 | What I’m For                                         | — | Country28 (20 Wo.)Country |             |
| 2012 | All Just to Get to You Songs We Wish We’d Written II | — | Country57 (3 Wo.)Country |             |

Weitere Singles
- 2001: Texas on My Mind (mit Cory Morrow)
- 2012: Austin
- 2012: Even the Losers
- 2014: Girls From Texas (mit Lyle Lovett)
- 2016: Day One

### Als Gastmusiker
| Jahr | Titel Album                                   | Höchstplatzierung, Gesamtwochen, AuszeichnungChartplatzierungen (Jahr, Titel, Album, Platzierungen, Wochen, Auszeichnungen, Anmerkungen) | Höchstplatzierung, Gesamtwochen, AuszeichnungChartplatzierungen (Jahr, Titel, Album, Platzierungen, Wochen, Auszeichnungen, Anmerkungen) | Anmerkungen       |
| Jahr | Titel Album                                   | US | Country | Anmerkungen       |
| ---- | --------------------------------------------- | --- | --- | ----------------- |
| 2001 | Texas in 1880 Are You Ready for the Big Show? | — | Country54 (9 Wo.)Country | mit Radney Foster |

Weitere Gastbeiträge
- 2011: My Texas (mit Josh Abbott Band)

## Statistik

### Chartauswertung
|                     | US    | Country         |
| ------------------- | ----- | --------------- |
| Nummer-eins-Alben   | US—US | Country—Country |
| Top-10-Alben        | US1US | Country7Country |
| Alben in den Charts | US7US | Country8Country |

|                       | US    | Country          |
| --------------------- | ----- | ---------------- |
| Nummer-eins-Singles   | US—US | Country—Country  |
| Top-10-Singles        | US—US | Country1Country  |
| Singles in den Charts | US3US | Country16Country |

### Auszeichnungen für Musikverkäufe
Anmerkung: Auszeichnungen in Ländern aus den Charttabellen bzw. Chartboxen sind in ebendiesen zu finden.
| Land/RegionAuszeichnungen für Musikverkäufe (Land/Region, Auszeichnungen, Verkäufe, Quellen) | Gold  | Platin | Verkäufe | Quellen  |
| -------------------------------------------------------------------------------------------- | ----- | ------ | -------- | -------- |
| Vereinigte Staaten (RIAA)                                                                    | Gold1 | —      | 500.000  | riaa.com |
| Insgesamt                                                                                    | Gold1 | —      |          |          |